# 雕庄街道
雕庄街道，是中华人民共和国江苏省常州市天宁区下辖的一个乡镇级行政单位。

## 行政区划
雕庄街道下辖以下地区：
朝阳花园社区、优胜村、采菱村、中村村、雕庄村、朝阳村、清溪村和团结村。